# Avinguda del Doctor Santiago Ramón y Cajal
L'avinguda del Doctor Santiago Ramón y Cajal, més habitualment Avinguda de Ramón y Cajal, és una via urbana del sud-oest de València. Està situada entre l'avinguda de Ferran el Catòlic i la plaça d'Espanya, amb continuació pel túnel de les Germanies. Fita amb el carrer de Sant Vicent i carrer d'Àngel Guimerà. Rep el nom del Premi Nobel de Medicina, Santiago Ramón y Cajal (Petilla de Aragón 1852 - Madrid 1934).
L'avinguda té dues parades de metro a cada extrem: Àngel Guimerà i Plaça d'Espanya.